# Liang Qiuzhong
Liang Qiuzhong (梁秋仲; * 12. September 1966) ist ein chinesischer Bogenschütze.
Liang nahm an den Olympischen Spielen 1988 in Seoul teil. Er belegte Platz 47 in der Einzelwertung und Platz 19 mit der Mannschaft.
Bei den Weltmeisterschaften 1987 belegte Liang Rang 3.